# Sarimarais bicolor
Sarimarais bicolor är en fjärilsart som beskrevs av William Lucas Distant 1899. Sarimarais bicolor ingår i släktet Sarimarais och familjen tandspinnare. Inga underarter finns listade.